# 科斯明·奥拉罗尤
科斯明·奥拉罗尤（羅馬尼亞語：Cosmin Olăroiu，1969年6月10日—）是罗马尼亚足球教练和前足球运动员，目前赋闲在家。他曾带领羅馬尼亞、沙特阿拉伯、卡塔尔、阿拉伯联合酋长国、中华人民共和国的俱樂部獲得當地聯賽或杯賽的冠軍。2006年，奥拉罗尤被评为罗马尼亚年度最佳教练。

## 荣誉

### 球員
水原三星蓝翼
- K联赛： 1998年、1999年
- 韩国联赛杯： 1999年、2000年
- 韩国超级杯：1999年、2000年
- 亞洲盃賽冠軍盃  亚军： 1997–98年

### 主教練
布加勒斯特星
- 羅馬尼亞足球甲級聯賽： 2005-06
- 罗马尼亚超级杯： 2006

沙特希拉尔
- 沙特职业足球联赛： 2007-08
- 沙特王储杯： 2007-08 、 2008-09

萨德体育
- 卡塔爾星盃： 2010年

艾恩
- 阿聯酋阿拉伯海灣聯賽： 2011-12 、 2012-13
- 阿联酋超级杯： 2012

阿赫利体育
- 阿聯酋阿拉伯海灣聯賽： 2013-14、2015-16
- 阿联酋联赛杯： 2013-14、2016-17
- 阿联酋超级杯： 2013年、2014年、2016年
- 亚足联冠军联赛 亚军： 2015年

江苏苏宁
- 中国足球协会超级联赛： 2020年

### 个人
- 罗马尼亚年度最佳教练：2006
- 阿聯酋阿拉伯海灣聯賽年度最佳教练：2014年、2016年、2017年
- Ahdaaf年度中东最佳教练：2015年